# Aepyornithidae
Los epiornítidos (Aepyornithidae), conocidas como aves elefante,  son un clado de aves paleognatas extintas no voladoras endémicas de Madagascar. Según los últimos estudios moleculares, los epiornítidos son grupo hermano de los kiwis neozelandeses.

## Generalidades

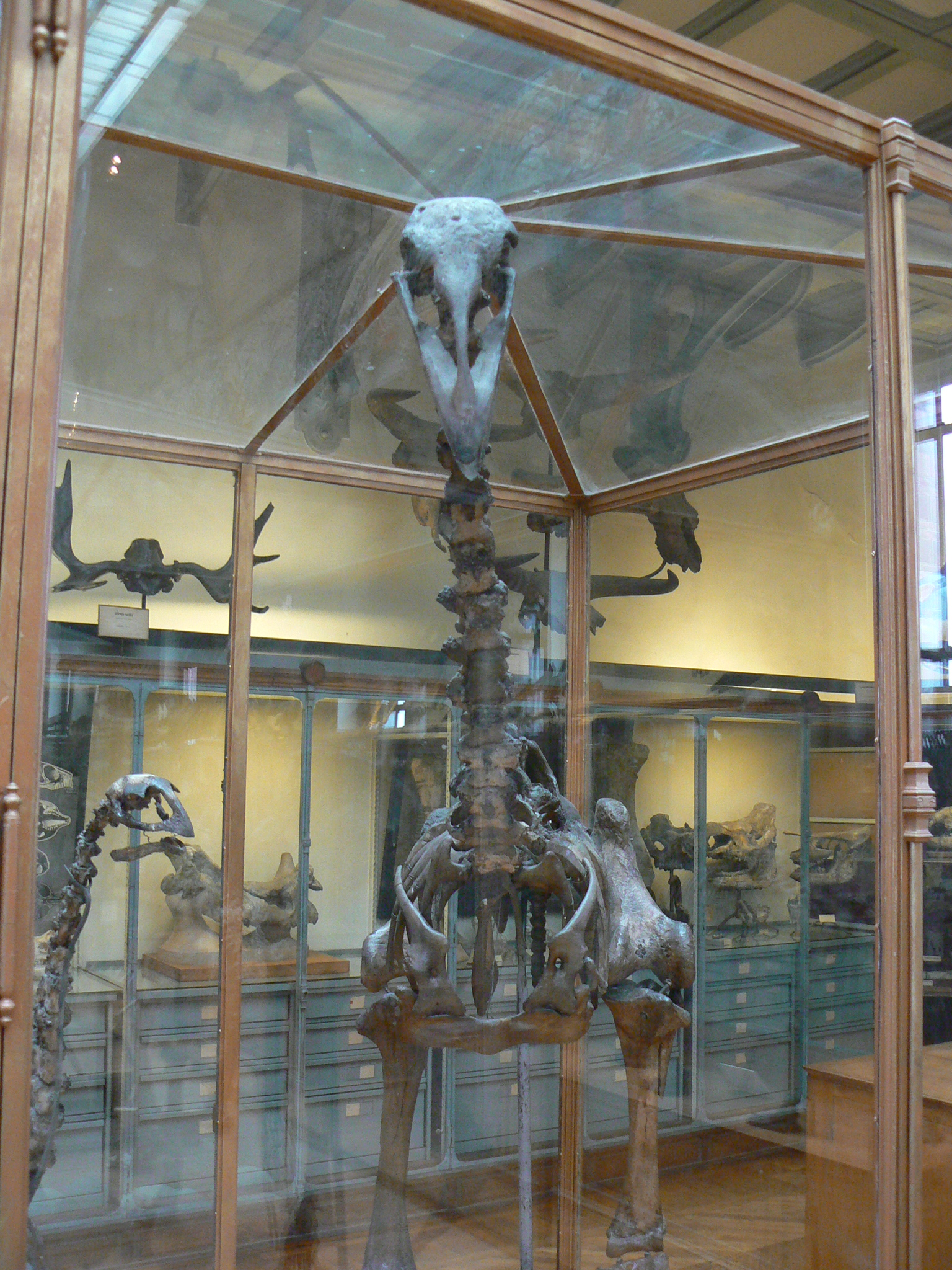
Vista frontal de un esqueleto de Aepyornis.

Los registros fósiles sitúan a las aves elefantes como las aves más grandes que hayan pisado la tierra (la segunda sería la moa), pues se habría elevado hasta los tres metros con una masa corporal media de casi 650 kg, en el caso de la especie mayor: Vorombe titan. De hecho, el nombre científico de las aves elefante, en griego, significa “pájaro alto”. Hace 85 millones de años surgió el linaje del Aepyornis.
Con tan formidables dimensiones, no es de extrañarse que los huevos del ave elefante fueran igualmente gigantes. De más de treinta centímetros de diámetro, pesaban hasta doce kilos, conteniendo nueve litros en su interior y equivalían a siete huevos de avestruz, doscientos veinte huevos de gallina o 12.000 huevos de colibrí. Ni siquiera los huevos de los mayores dinosaurios encontrados hasta hoy alcanzan las dimensiones del huevo de un ave elefante, por lo que con seguridad hablamos de los huevos más grandes puestos por especie alguna. Hacia 1830, un oficial de la Marina francesa, Víctor Sganzin, adquirió uno de estos enormes huevos y lo envió a Francia, pero el barco que lo transportaba se hundió al chocar con unas rocas en La Rochelle, llevándose al fondo este tesoro. Unos años después, otro francés, Dumarele, pudo ver un huevo de ave elefante e intentó comprarlo sin conseguirlo. Fue necesario esperar hasta 1851 para que se confirmaran los rumores sobre la existencia de los gigantescos huevos. Ese año, al menos tres de estos fueron enviados a Francia junto con algunos huesos de Aepyornis.  
Hasta hoy, de hecho, se siguen encontrando huevos de aves elefante, ya sea en fragmentos o en su integridad, sepultados en el lodo de los pantanos. Cuestión bastante lógica, ya que esta ave vivía casi únicamente en los bosques pantanosos de la isla. Pese a ser un ave no voladora, a diferencia del moa, sí poseía alas rudimentarias. Por su gran tamaño y peso era bastante lenta. 
De un antecesor común paleoagnato en el Cretácico, divergieron dos grupos que darían lugar a las actuales ratites, uno era el grupo del actual hemisferio sur y el otro grupo ocupaba África y Eurasia. De este segundo grupo evolucionaron los antepasados de avestruces y pájaros elefante.
Hace 85 millones de años, los antepasados de los Aepyornidae, “pájaros  elefante” quedaron aislados en Madagascar, donde evolucionaron a formas, se supone, cada vez de mayor tamaño. Los extintos pájaros elefante, no son parientes cercanos de avestruces o de otros ratites, aun cuando el grupo más próximo a los pájaros elefante después del tinamiforme es el struthioniforme.

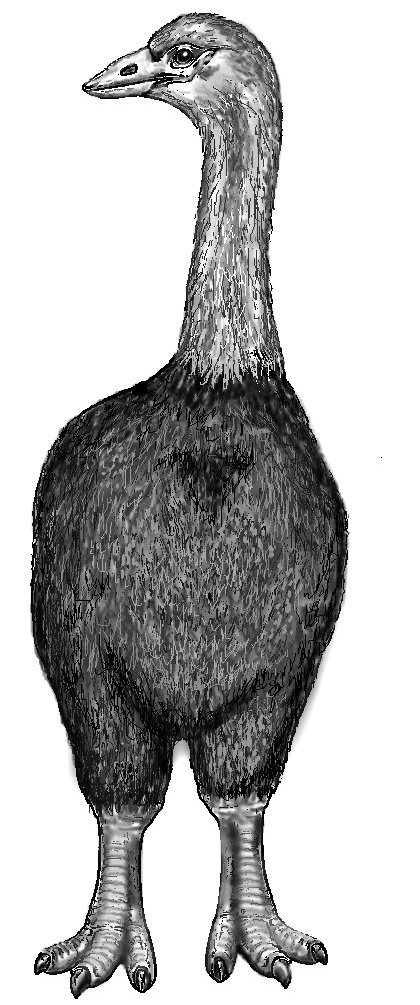
Dibujo del aspecto de Aepyornis maximus.

Se extinguieron en el siglo XVII debido a la caza y la deforestación. 
Las Aepyornidae Mullerornis y Aepyornis eran ratites; no podían volar y como en la mayoría de ratites, su esternón carece de quilla. Como Madagascar y África se habían separado bastante antes de nacer el linaje de las ratites australes, se piensa que las Aepyornidae se separaron del grupo bastante antes y que solo después de quedar aisladas en Madagascar, dejaron de ser aves voladoras y se transformaron en gigantes. No hace menos de 85 millones de años, que existió el puente de tierra en que permitió pasar de Gondwana a Madagascar al linaje de los avestruz-pájaros elefante  
Supuestos huevos de "aepyornithidos" fueron encontrados en las islas Canarias orientales, fechados al parecer en el mioceno medio o final. Estas islas probablemente no estuvieron conectadas al continente africano cuando vivían las aves elefante. Además, no hay indicación que hayan existido aves elefante fuera de Madagascar. Hoy en día se considera que los fragmentos de huevo pertenecen a aves extintas norteafricanas que pudieron ser o no ratites:
Eremopezus, Psammornis, o incluso Pelagornithidae, aves marinas de grandes proporciones.

## Taxonomía
De acuerdo con un estudio publicado en 2018, se reconocen los siguientes géneros y especies:
- Género Aepyornis Geoffroy Saint-Hilaire, 1851
  - Aepyornis maximus Geoffroy Saint-Hilaire, 1851
  - Aepyornis hildebrandti Burckhardt, 1893
- Género Mullerornis Milne-Edwards & Grandidier, 1894
  - Mullerornis modestus (Milne-Edwards & Grandidier, 1869)
- Género Vorombe Hansford & Turvey, 2018
  - Vorombe titan (Andrews, 1894)

## Origen del nombre
Los nativos las conocieron como vouron patra. La denominación de "pájaros" o "aves elefantes”, probablemente venga de las historias de Simbad en “Las mil y una noches”, con la fábula del “ave roc”, tan gigante que en su vuelo podía alzar un elefante entre sus garras. El navegante Marco Polo en sus viajes a Oriente, se hizo eco de dichas leyendas y las divulgó. La gran diferencia, naturalmente, es que el ave elefante estaba impedido de volar, y en todo caso, pesaba sólo una décima parte de lo que puede llegar a pesar un elefante africano.

## La extinción de las aves elefante
Pese al enorme tamaño, las aves elefante eran bastante inofensivas y, al igual que gran parte de las otras especies avícolas extintas, bastante torpes, sumando a su vez sus movimientos lentos que oponían muy poca resistencia a sus captores. Parece que tenían pocos enemigos naturales, tal vez los cocodrilos, aparte del ser humano, que representaba una amenaza real.
No obstante lo anterior, es común el establecer como la principal causa de su desaparición la extracción y depredación de sus huevos, más que la caza directa del animal. Sus huevos eran apropiados por los nativos como recipientes, por su gran tamaño, y como trofeos por viajeros y corsarios. 
A la par de ello, sufrió la constante deforestación de los bosques pantanosos donde vivía y nidificaba.  Dicho sea de paso, tal fenómeno se prolongó incluso después de que esta ave desapareciera. 
Cuando los franceses tomaron posesión de Madagascar en 1642, las grandes aves elefante probablemente solo sobrevivían en áreas aisladas. 

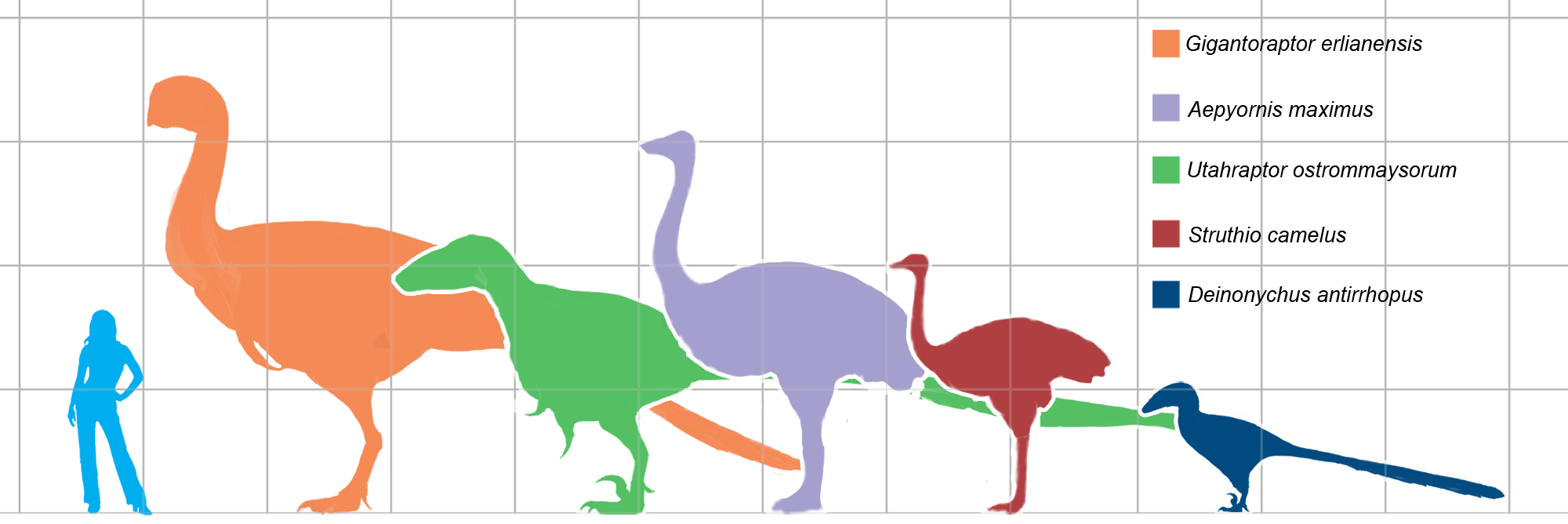

En 1658 el gobernador de Madagascar, Sieur Étienne de Flacourt, aún las incluía en su catastro de las especies de la isla, citándola por su nombre local: “El Voroun Patra es un ave gigantesca que habita en la región del pueblo de los Ampatres (sur de Madagascar), y pone huevos como el avestruz; para que la gente de esos lugares no pueda capturarla, busca los lugares más apartados”. No queda claro si realmente Flacourt vio el Aepyornis o si solo  se basó en el testimonio de otros. En el viaje de regreso a Francia, Flacourt fue asesinado por piratas argelinos sin que pudiese aportar nada más a su informe, siendo este el último registro concreto que se conserva de estas aves.
Se estima que los últimos ejemplares habrían perecido en los albores del siglo XVIII. Aun así, versiones poco fiables señalan que incluso a mediados del siglo XIX se habrían avistado ejemplares en la isla.